# Reinerio Ramos Alarcón
Reinerio Ramos Alarcón es un político peruano. Fue Alcalde provincial de Santa Cruz durante entre 1981 a 1986.
Participó en las elecciones municipales de 1980 como candidato del Partido Aprista Peruano a la alcaldía de la provincia de Santa Cruz  en el departamento de Cajamarca siendo luego reelecto en las elecciones de 1983 por el APRA. En las elecciones municipales de 1989 tentó su reelección sin éxito al quedar en segundo lugar con el 35.997% de los votos. En las elecciones regionales del 2002 es candidato al Consejo Regional de Cajamarca por el Partido Aprista logrando su elección.